# 陈玉珠
陳玉珠，南朝宋明帝的妃子。

## 生平
陈玉珠原先是太子洗马到捴的宠姬，姿艺上品。宋明帝看中了她，到捴不愿意进献，宋明帝就下诏将她要进了皇宫。到捴颇有怨言，宋明帝就命有司诬奏到捴以罪，关进狱中准备处决。到捴入狱，忧惧过度，数夜之中须鬓全白。宋明帝方才免他死刑，革了官职，改由其弟到贲担任。到捴从此屏斥声色，以贬素自立。
陈玉珠入宫后的生涯再无记载，也未为宋明帝生子。